# Будовска, Скайдрите Александровна
Скайдрите Будовска (девичья фамилия — Смилдзиня, латыш. Skaidrīte Smildziņa-Budovska; в СССР — Скайдрите Александровна Будовска(я); род. 2 марта 1943 года, Рига, Генеральный округ Латвия) — советская латвийская баскетболистка, центровая. Трёхкратная чемпионка мира, пятикратная чемпионка Европы, 12-кратная чемпионка СССР. Заслуженный мастер спорта СССР (1964).

## Биография
Окончила 7 классов средней школы № 15 города Риги, которую из-за тяжелых жилищных условий бросила и поступила в Рижский промышленный политехнический институт на факультет термической обработки металлов.
Начала заниматься баскетболом в Рижской 1-й детской спортивной школе, первый тренер — Айварс Раса. Под руководством Расы в 1958 году в составе рижской «Даугавы» стала чемпионкой Латвии и обладательницей бронзовой медали чемпионата СССР. В том же 1958 году некоторое время играла за ЖБК ВЭФ.
В 1958—1972 выступала за ТТТ (Рига) — капитан в 1963—1969, и за сборную Латвийской ССР. В 1959—1968 выступала за сборную СССР. Лучшая центровая мирового женского баскетбола 1960-х годов. Известный спортивный журналист Александр Нилин писал:
Скайдрите — выдающийся игрок универсального склада, готовый поразить кольцо с любых дистанций, неумолимо цепкий в защите, неудержимо резкий в атаке… и, одновременно, бесхитростно трудолюбивый в утомительной борьбе на площадке.
В 1980 году окончила Рижский политехнический институт, инженер-строитель. Работала в государственной земельной службе.

### Достижения
- Чемпион мира: 1959, 1964 и 1967.
- Чемпион Европы: 1960, 1962, 1964, 1966 и 1968.
- Серебряный призёр чемпионата Европы: 1958
- Обладатель Кубока Чемпионов : 1960, 1961, 1962, 1964, 1965, 1966, 1967, 1968, 1969, 1970, 1972.
- Чемпион СССР: 1960—1970, 1972.
- Чемпионка Универсиады — 2 (1965, 1967).
- Победитель Спартакиады народов СССР: 1963 и 1967.
- Чемпионат Латвийской ССР по баскетболу среди женщин: чемпион Латвии — 1958.

## Награды
- Мастер спорта СССР (1960)
- Мастер спорта СССР международного класса (1966)
- Заслуженный мастер спорта СССР (1968)
- Орден Трёх звёзд IV степени (Латвия) (26.10.1998)
- Медаль «За трудовую доблесть» (16.09.1960) — за успешные выступления в XVII летних и VIII зимних Олимпийских играх 1960 года, а также за выдающиеся спортивные достижения[2]
- Почётный член LBS (Латвийского баскетбольного союза)

## Семья
- Муж (с 1967 года) — Марис Будовскис (род. 1939), доктор медицины. Как специалист по спортивной психологии в 1960-х годах работал с баскетболистками ТТТ. С начала 1990-х годов — известный латвийский политик. Организатор и руководитель сноса памятника Ленину в Риге.
- Дочери, Эвия Родке и Агния Будовска, окончили Латвийскую медицинскую академию.